# وینی مارکوس
وینی مارکوس (انگلیسی: Winnie Markus؛ ۱۶ مه ۱۹۲۱ – ۸ مارس ۲۰۰۲) بازیگر سینمای آلمان اهل چکسلواکی بود.
وی بازیگر فیلم‌هایی همچون دکتر برترام و بازگشت بوده‌است.